# Liste der Anime-Titel (2010–2011)
Dies ist eine chronologisch sortierte Liste der Anime-Titel von 2010 bis 2011.

## 2010
| Name                                                                             | Alternative Namen | Veröffentlichungsjahr | Studio(s)                                                    |
| -------------------------------------------------------------------------------- | --- | --------------------- | ------------------------------------------------------------ |
| 10th Anniversary Gekijōban Yū-Gi-Ō! – Chō-Yūgō! Jikū o Koeta Kizuna              | 10thアニバーサリー 劇場版 遊☆戯☆王 〜超融合!時空を越えた絆〜, 10th Anibāsarī Gekijōban Yū-Gi-Ō! – Chō-Yūgō! Jikū o Koeta Kizuna, Yu-Gi-Oh! 3D: Bonds Beyond Time     | 2010 als Film         | Gallop                                                       |
| 11eyes (eine Folge)                                                              | 11eyes | 2010 als OVA          | Dōga Kōbō                                                    |
| Air Gear: Kuro no Hane to Nemuri no Mori – Break on the sky (eine Folge)         | エア・ギア 黒の羽と眠りの森 -Break on the Sky-, Ea Gia: Kuro no Hane to Nemuri no Mori – Break on the sky                                                            | 2010 als OVA          | Satelight                                                    |
| Aki-Sora – Yume no Naka (2 Folgen)                                               | あきそら~夢の中~ | 2010 als OVA          | Hoods Entertainment                                          |
| Amagami SS (26 Folgen)                                                           | アマガミSS | 2010 als Fernsehserie | AIC                                                          |
| Anejiru 2 The Animation - Shirakawa Shimai ni Omakase (2 Folgen)                 | 姉汁2 THE ANIMATION~白川姉妹におまかせ~ | 2010 als OVA          | Pink Pineapple                                               |
| Angel Beats! (13 Folgen)                                                         | Angel Beats! | 2010 als Fernsehserie | P.A. Works                                                   |
| Arakawa under the Bridge (13 Folgen)                                             | 荒川アンダー ザ ブリッジ, Arakawa Andā za Burijji | 2010 als Fernsehserie | Shaft                                                        |
| Arakawa under the Bridge*2 (13 Folgen)                                           | 荒川アンダー ザ ブリッジ*2, Arakawa Andā za Burijji x Burijji | 2010 als Fernsehserie | Shaft                                                        |
| Arbeit Shiyō!! (3 Folgen)                                                        | アルバイトしよっ!! | 2010 als OVA          | ChiChi No Ya                                                 |
| Arrietty – Die wundersame Welt der Borger                                        | 借りぐらしのアリエッティ, Karigurashi no Arietti | 2010 als Film         | Studio Ghibli                                                |
| Ashiaraiyashiki no Jūnintachi. (eine Folge)                                      | 足洗邸の住人たち. | 2010 als OVA          | Studio NOA                                                   |
| Asobi ni Iku yo! (12 Folgen)                                                     | あそびにいくヨ! | 2010 als Fernsehserie | AIC Plus+                                                    |
| Baka to Test to Shōkanjū (13 Folgen)                                             | バカとテストと召喚獣 | 2010 als Fernsehserie | Silver Link                                                  |
| Bakuman. (25 Folgen)                                                             | バクマン. | 2010 als Fernsehserie | J.C.Staff                                                    |
| Beyblade: Metal Fusion (51 Folgen)                                               | メタルファイト ベイブレード 爆, Metaru Faito Beiburēdo Baku, Metal Fight Beyblade Baku                                                                               | 2010 als Fernsehserie | SynergySP                                                    |
| B-gata H-kei (12 Folgen)                                                         | B型H系, B Gata H Kei | 2010 als Fernsehserie | Hal Film Maker                                               |
| Bijukubo (2 Folgen)                                                              | 美熟母 | 2010 als OVA          | Digital Works, Y.O.U.C.                                      |
| Black Lagoon: Roberta’s Blood Trail (5 Folgen)                                   | | 2010 als OVA          | Madhouse                                                     |
| Boku, Otaryman. (eine Folge)                                                     | ぼく、オタリーマン. | 2010 als OVA          | Panda Factory, Studio Puyukai                                |
| Bungaku Shōjo                                                                    | 文学少女, A literary girl | 2010 als Film         | Production I.G                                               |
| Bungaku Shōjo Memoir I – Yume Miru Shōjo no Prelude (eine Folge)                 | "文学少女"メモワール I -夢見る少女の前奏曲, „Bungaku Shōjo“ Memowāru I – Yume Miru Shōjo no Pureryūdo, Literature Girl Memoir I -Prelude of a Dreaming Girl-         | 2010 als OVA          | Production I.G                                               |
| Bungaku Shōjo Memoir II – Sora Mau Tenshi no Requiem (eine Folge)                | "文学少女"メモワール II -ソラ舞う天使の鎮魂曲, „Bungaku Shōjo“ Memowāru II – Sora Mau Tenshi no Rekuiemu                                                             | 2010 als OVA          | Production I.G                                               |
| Bungaku Shōjo Memoir III – Koi Suru Otome no Rhapsody (eine Folge)               | "文学少女"メモワール III -恋する乙女の狂想曲, „Bungaku Shōjo“ Memowāru III – Koi Suru Otome no Rapusodi                                                              | 2010 als OVA          | Production I.G                                               |
| Bust to Bust – Chichi wa Chichi ni (2 Folgen)                                    | BUST TO BUST-ちちはちちに- | 2010 als OVA          | MS Pictures                                                  |
| Cat Shit One (eine Folge)                                                        | キャットシットワン, Cat Shit One: The Animated Series | 2010 als Web-Anime    | anima inc.                                                   |
| Chi-Sui Maru (41 Folgen)                                                         | ちーすい丸 | 2010 als Fernsehserie |                                                              |
| Chū-Bra!! (12 Folgen)                                                            | ちゅーぶら!!, Chū Bura!! | 2010 als Fernsehserie | Zexcs                                                        |
| Coicent (eine Folge)                                                             | コイセント, Koisento | 2010 als OVA          | Sunrise                                                      |
| Colorful                                                                         | カラフル | 2010 als Film         | Ascension, Sunrise                                           |
| Dance in the Vampire Bund (12 Folgen)                                            | ダンスインザヴァンパイアバンド | 2010 als Fernsehserie | Shaft                                                        |
| Dante’s Inferno (eine Folge)                                                     | ダンテス・インフェルノ, Dante’s Inferno: An Animated Epic | 2010 als OVA          | Manglobe, Production I.G                                     |
| Darker than Black - Kuro no Keiyakusha: Gaiden (4 Folgen)                        | DARKER THAN BLACK 黒の契約者 外伝 | 2010 als OVA          | Bones                                                        |
| Densetsu no Yūsha no Densetsu (24 Folgen)                                        | 伝説の勇者の伝説, The Legend of the Legendary Heroes | 2010 als Fernsehserie | Zexcs                                                        |
| Detektiv Conan – Das verlorene Schiff im Himmel                                  | 名探偵コナン 天空の難破船, Meitantei Konan: Tenkū no Rosuto Shippu                                                                                                   | 2010 als Film         | TMS Entertainment                                            |
| Digimon Xros Wars (30 Folgen)                                                    | デジモンクロスウォーズ, Dejimon Kurosu Wōzu, Digimon Cross Wars | 2010 als Fernsehserie | Tōei Animation                                               |
| Discipline Rei (2 Folgen)                                                        | DISCIPLINE 零, Discipline Zero | 2010 als OVA          | Studio9Maiami                                                |
| Dōbutsu Kankyō Kaigi (20 Folgen)                                                 | 動物かんきょう会議 | 2010 als Fernsehserie | Studio Deen                                                  |
| Doraemon: Nobita no Ningyo Daikaisen                                             | ドラえもん のび太の人魚大海戦, Doraemon : Nobita and the Great Mermaid Battle                                                                                        | 2010 als Film         | Shin’ei Dōga                                                 |
| Dual Masters: Honō no Kizuna XX!!                                                | デュエル・マスターズ 炎のキズナXX!!, Dyueru Masutāzu: Honō no Kizuna Daburu Kurosu!!                                                                                 | 2010 als Film         |                                                              |
| Duel Masters Cross Shock (50 Folgen)                                             | デュエル・マスターズ クロスショック, Dyueru Masutāzu Kurosu Shokku                                                                                                   | 2010 als Fernsehserie | Shōgakukan Music & Digital Entertainment                     |
| Durarara!! (24 Folgen)                                                           | デュラララ, Dyurarara!! | 2010 als Fernsehserie | Brain’s Base                                                 |
| Eden of the East – Das verlorene Paradies                                        | 東のエデン 劇場版II Paradise Lost, Higashi no Eden Gekijōban II: Paradise Lost                                                                                       | 2010 als Film         | Production I.G                                               |
| Elf Hime Nina (eine Folge)                                                       | エルフ姫ニィーナ | 2010 als OVA          | Pixy                                                         |
| Fesseln des Verrats (24 Folgen)                                                  | 裏切りは僕の名前を知っている, Uragiri wa Boku no Namae o Shitteiru                                                                                                   | 2010 als Fernsehserie | J.C.Staff                                                    |
| Fortune Arterial: Akai Yakusoku (12 Folgen)                                      | FORTUNE ARTERIAL 赤い約束 | 2010 als Fernsehserie | Zexcs, feel.                                                 |
| Fukubiki! Triangle – Miharu After (eine Folge)                                   | ふくびき！トライアングル 〜美晴アフター〜 | 2010 als OVA          | PoRO                                                         |
| Gag Manga Biyori+ (12 Folgen)                                                    | 増田こうすけ劇場 ギャグマンガ日和＋（プラス）, Masuda Kōsuke Gekijō Gag Manga Biyori+                                                                                | 2010 als Fernsehserie |                                                              |
| Gakkō no Kowai Uwasa: Shin Hanako-san ga Kita!! (33 Folgen)                      | 学校のコワイうわさ 新・花子さんがきた！！ | 2010 als Fernsehserie |                                                              |
| Gakuen Mokushiroku: Highschool of the Dead (12 Folgen)                           | 学園黙示録 HIGHSCHOOL OF THE DEAD, H.O.T.D., HOTD | 2010 als Fernsehserie | Madhouse                                                     |
| Gakuen Saimin Reido (3 Folgen)                                                   | 学園催眠隷奴, Mesmerized Slave | 2010 als OVA          | Milky                                                        |
| Galaxy Racer: Scan2Go (52 Folgen)                                                | ギャラクシーレーサー スキャン2ゴー, Gyarakushī Rēsā: Scan2Gō | 2010 als Fernsehserie | SynergySP                                                    |
| G-Best － G-Taste (eine Folge)                                                   | | 2010 als OVA          | AIC Plus                                                     |
| Gekijōban 3D Atashin’chi: Jōnetsu no Chō Chōnōryoku! Haha Daibōsō!               | 劇場版3D あたしンち 情熱のちょ〜超能力♪ 母大暴走! | 2010 als Film         | Shin’ei Dōga                                                 |
| Gekijōban Break Blade Daiisshō: Kakusei no Koku                                  | 劇場版 ブレイク ブレイド 第一章「覚醒ノ刻」 | 2010 als Film         | Production I.G, Xebec                                        |
| Gekijōban Break Blade Dainishō: Ketsubetsu no Michi                              | 劇場版 ブレイク ブレイド 第二章「訣別ノ路」 | 2010 als Film         | Production I.G, Xebec                                        |
| Gekijōban Break Blade Daisanshō: Kyōjin no Kizu                                  | 劇場版 ブレイク ブレイド 第三章「凶刃ノ痕」 | 2010 als Film         | Production I.G, Xebec                                        |
| Gekijōban Break Blade Daiyonshō: Sanka no Chi                                    | 劇場版 ブレイク ブレイド 第四章「惨禍ノ地」 | 2010 als Film         | Production I.G, Xebec                                        |
| Gekijōban Fate/stay night: Unlimited Blade Works                                 | 劇場版 Fate/stay night: Unlimited Blade Works | 2010 als Film         | Studio Deen                                                  |
| Gekijōban Kidō Senshi Gundam 00 – A wakening of the Trailblazer                  | 劇場版 機動戦士ガンダム00 -A wakening of the Trailblazer-, Gekijōban Kidō Senshi Gandamu 00 – A wakening of the Trailblazer                                          | 2010 als Film         | Sunrise                                                      |
| Gekijōban Metal Fight Beyblade vs Taiyō: Shakunetsu no Shinryakusha Sol Blaze    | 劇場版メタルファイト ベイブレードVS太陽 灼熱の侵略者ソルブレイズ, Gekijōban Metaru Faito Beiburēdo VS Taiyō: Shakunetsu no Shinryakusha Soru Bureizu                 | 2010 als Film         | SynergySP                                                    |
| Giant Killing (26 Folgen)                                                        | | 2010 als Fernsehserie | Studio Deen                                                  |
| Ginmaku Hetalia: Axis Powers: Paint it, White (Shiroku Nure!)                    | 銀幕ヘタリア Axis Powers Paint it, White（白くぬれ!）, Ginmaku Hetaria: Axis Powers: Paint it, White (Shiroku Nure!)                                                 | 2010 als Film         | Studio Deen                                                  |
| Gintama: Shin’yaku Benizakura Hen                                                | 劇場版 銀魂 新訳紅桜篇, Gekijōban ~, Gintama: The Movie | 2010 als Film         | Sunrise                                                      |
| Gokujō!! Mecha Mote Iinchō Second Collection (51 Folgen)                         | 極上！！めちゃモテ委員長 セカンドコレクション | 2010 als Fernsehserie | Shogakukan Music & Digital Entertainment                     |
| Goulart Knights (2 Folgen)                                                       | グラール騎士団（ナイツ） | 2010 als OVA          |                                                              |
| Haha Sange (2 Folgen)                                                            | 義母散華, Step MILF | 2010 als OVA          | Y.O.U.C.                                                     |
| Haiyoru! Nyaruani: Remember My Love(craft-sensei) (12 Folgen)                    | 這いよる! ニャルアニ リメンバー・マイ・ラブ （クラフト先生）, Haiyoru! Nyaruani: Rimembā Mai Rabu(kurafto-sensei), Haiyoru! Nyaruani: Remember My Mr. Lovecraft      | 2010 als Fernsehserie | DLE                                                          |
| Hakuōki (12 Folgen)                                                              | 薄桜鬼, Hakuoki: Demon of the Fleeting Blossom | 2010 als Fernsehserie | Studio Deen                                                  |
| Hakuōki: Hekketsuroku (11 Folgen)                                                | 薄桜鬼 碧血録, Hakuōki: Record of the Jade Blood | 2010 als Fernsehserie | Studio Deen                                                  |
| Halo Legends (8 Folgen)                                                          | ヘイロー・レジェンズ, Heirō Rejenzu | 2010 als OVA          | Studio 4°C, Bones, Production I.G, Bee Train, Tōei Animation |
| Hana Kappa (80 Folgen)                                                           | はなかっぱ | 2010 als Fernsehserie | Group TAC                                                    |
| Hanamaru Yōchien (12 Folgen)                                                     | はなまる幼稚園, Hanamaru Kindergarten | 2010 als Fernsehserie | Gainax                                                       |
| Harukanaru Toki no Naka de 3: Owari Naki Unmei (eine Folge)                      | 遙かなる時空の中で３ 終わりなき運命 | 2010 als Special      | Yumeta Company                                               |
| HeartCatch PreCure! (49 Folgen)                                                  | ハートキャッチプリキュア!, Hāto Kyatchi PuriKyua! | 2010 als Fernsehserie | Tōei Animation                                               |
| HeartCatch PreCure!: Hana no Miyako de Fashion Show… Desu ka!?                   | ハートキャッチプリキュア! 花の都でファッションショー…ですか!?, Hāto Kyatchi PuriKyua!: Hana no Miyako de Fasshon Shō… Desu ka!?                                      | 2010 als Film         | Tōei Animation                                               |
| Hen Semi (3 Folgen)                                                              | 変ゼミ, Han Zemi | 2010 als OVA          | Xebec                                                        |
| Heroman (26 Folgen)                                                              | ヒーローマン, Hīrōman | 2010 als Fernsehserie | Bones                                                        |
| Hetalia: World Series (52 Folgen)                                                | ヘタリア World Series, Hetaria: World Series | 2010 als Web-Anime    | Studio Deen                                                  |
| HHH Triple H (4 Folgen)                                                          | HHH トリプルエッチ | 2010 als OVA          | Studio Eromatick                                             |
| Hidamari Sketch × Hoshimittsu (14 Folgen)                                        | ひだまりスケッチ×☆☆☆, Hidamari Suketchi × Hoshimittsu | 2010 als Fernsehserie | Shaft                                                        |
| High School of the Dead (12 Folgen)                                              | 学園黙示録 HIGHSCHOOL OF THE DEAD, Gakuen Mokushiroku - Highschool of the Dead                                                                                       | 2010 als Fernsehserie | Madhouse                                                     |
| Hime Chen! Otogi Chikku Idol Lilpri (51 Folgen)                                  | ひめチェン！おとぎちっくアイドル リルぷりっ | 2010 als Fernsehserie | Telecom Animation Film                                       |
| Himitsu Kessha Taka no Tsume The Movie 3 ~http://takanotsume.jp wa Eien ni~      | 秘密結社 鷹の爪 THE MOVIE3 ～http://鷹の爪.jpは永遠に～ | 2010 als Film         | Kaeruotoko Shokai                                            |
| Hitō Meguri Kakure Yu (2 Folgen)                                                 | 秘湯めぐり 隠れ湯 | 2010 als OVA          | Mary Jane                                                    |
| Hiyokoi (eine Folge)                                                             | ひよ恋 | 2010 als Special      | Production I.G                                               |
| Honey Tokyo                                                                      | ハニー東京 | 2010 als Film         | Studio 4°C                                                   |
| Hoshi Shinichi's Short Shorts (eine Folge)                                       | 星新一 ショートショート | 2010 als Special      | Directions, Shirogumi                                        |
| Hyakka Ryōran Samurai Girls (12 Folgen)                                          | 百花繚乱 SAMURAI GIRLS | 2010 als Fernsehserie | Arms                                                         |
| Hyakka Ryōran Samurai Girls: Otome Ureshi Hazukashi Shōshi no Chigiri (6 Folgen) | 百花繚乱 サムライガールズ 〜乙女♥嬉し恥ずかし将士の契り〜 | 2010 als OVA          | Arms                                                         |
| Ichiban Ushiro no Daimaō (12 Folgen)                                             | いちばんうしろの大魔王 | 2010 als Fernsehserie | Artland                                                      |
| Ikki Tōsen: Xtreme Xecutor (12 Folgen)                                           | 一騎当千 XTREME XECUTOR | 2010 als Fernsehserie | TNK                                                          |
| Im Bad mit Hinako (eine Folge)                                                   | いっしょにとれーにんぐ026 BATHTIME WITH HINAKO&HIYOKO, Issho ni Torēningu Ofuro: Bathtime with Hinako & Hiyoko, Issho ni Training 026: Bathtime with Hinako & Hiyoko | 2010 als OVA          | Studio Hibari                                                |
| Im Bett mit Hinako (eine Folge)                                                  | いっしょにすりーぴんぐ SLEEPING WITH HINAKO, Issho ni Surīpingu: Sleeping with Hinako, Issho ni Sleeping: Sleeping with Hinako                                       | 2010 als OVA          | Studio Hibari                                                |
| Inazuma Eleven: Saikyō Gundan Ōga Shūrai                                         | イナズマイレブン 最強軍団オーガ襲来, Inazuma Irebun: Saikyō Gundan Ōga Shūrai                                                                                        | 2010 als Film         | OLM                                                          |
| Iron Man (12 Folgen)                                                             | アイアンマン | 2010 als Fernsehserie | Madhouse                                                     |
| Jewelpet Twinkle (52 Folgen)                                                     | ジュエルペット てぃんくる☆, Juerupetto Tinkuru | 2010 als Fernsehserie | Studio Comet                                                 |
| Kaibutsu Ōjo (3 Folgen)                                                          | 怪物王女, Princess Resurrection | 2010 als OVA          | Tatsunoko Production                                         |
| Kaichō wa Maid-sama! (26 Folgen)                                                 | 会長はメイド様 | 2010 als Fernsehserie | J.C.Staff                                                    |
| Kami nomi zo Shiru Sekai (12 Folgen)                                             | 神のみぞ知るセカイ, The World God Only Knows | 2010 als Fernsehserie | Manglobe                                                     |
| Katanagatari (12 Folgen)                                                         | 刀語 | 2010 als Fernsehserie | White Fox                                                    |
| Kidō Senshi Gundam Unicorn (7 Folgen)                                            | 機動戦士ガンダムUC <ユニコーン>, Mobile Suit Gundam UC | 2010 als OVA          | Sunrise                                                      |
| Kimi ni Todoke 2nd Season (13 Folgen)                                            | 君に届け 2ND SEASON | 2010 als Fernsehserie | Production I.G                                               |
| Kiss×sis (12 Folgen)                                                             | | 2010 als Fernsehserie | feel.                                                        |
| Koe de Oshigoto! (2 Folgen)                                                      | こえでおしごと! | 2010 als OVA          | Studio Gokumi                                                |
| Koisuru Bōkun (2 Folgen)                                                         | 恋する暴君, The Tyrant Falls in Love | 2010 als OVA          | Prime Time                                                   |
| K-On!! (26 Folgen)                                                               | けいおん!!, Keion!! | 2010 als Fernsehserie | Kyōto Animation                                              |
| Kowarekake no Orgel                                                              | こわれかけのオルゴール, Kowarekake no Orugōru | 2010 als Film         | Actas                                                        |
| Kuragehime (11 Folgen)                                                           | 海月姫 | 2010 als Fernsehserie | Brain’s Base                                                 |
| Kurenai (2 Folgen)                                                               | 紅 kure-nai, Kure-nai | 2010 als OVA          | Brain’s Base                                                 |
| Kuroshitsuji II (12 Folgen)                                                      | 黒執事II | 2010 als Fernsehserie | A-1 Pictures                                                 |
| Ladies versus Butlers! (12 Folgen)                                               | れでぃ×ばと!, Redi×Bato!, Ladies x Butlers! | 2010 als Fernsehserie | Xebec                                                        |
| Loups=Garous                                                                     | ルー=ガルー | 2010 als Film         | Production I.G, Kitty Film                                   |
| Major: Message (eine Folge)                                                      | メジャー メッセージ, Mejā Messēji | 2010 als OVA          | SynergySP                                                    |
| Mayo elle Otoko no Ko (eine Folge)                                               | 迷elleオトコノ娘 | 2010 als OVA          | Actas                                                        |
| Mitsudomoe (13 Folgen)                                                           | みつどもえ | 2010 als Fernsehserie | Bridge                                                       |
| MM! (12 Folgen)                                                                  | えむえむっ! | 2010 als Fernsehserie | Xebec                                                        |
| Motto To Love-Ru -Trouble- (12 Folgen)                                           | もっとTo LOVEる -とらぶる- | 2010 als Fernsehserie | Xebec                                                        |
| Naruto Shippūden: The Lost Tower                                                 | 劇場版 NARUTO -ナルト- 疾風伝 ザ・ロストタワー, Gekijōban Naruto Shippūden: Za Rosuto Tawā                                                                           | 2010 als Film         | Studio Pierrot                                               |
| Nurarihyon no Mago (26 Folgen)                                                   | ぬらりひょんの孫 | 2010 als Fernsehserie | Studio Deen                                                  |
| Ōkami Kakushi (12 Folgen)                                                        | おおかみかくし | 2010 als Fernsehserie | AIC                                                          |
| Ōkami-san to Shichinin no Nakama-tachi (13 Folgen)                               | オオカミさんと七人の仲間たち | 2010 als Fernsehserie | J.C.Staff                                                    |
| Ōkiku Furikabutte – Natsu no Taikaihen (13 Folgen)                               | おおきく振りかぶって 〜夏の大会編〜 | 2010 als Fernsehserie | A-1 Pictures                                                 |
| Omamori Himari (12 Folgen)                                                       | おまもりひまり | 2010 als Fernsehserie | Zexcs                                                        |
| Ore no Imōto ga Konna ni Kawaii Wake ga Nai (13 Folgen)                          | 俺の妹がこんなに可愛いわけがない, Oreimo | 2010 als Fernsehserie | AIC Build                                                    |
| Otome Yōkai Zakuro (13 Folgen)                                                   | おとめ妖怪 ざくろ | 2010 als Fernsehserie | J.C.Staff                                                    |
| Panty & Stocking with Garterbelt (26 Folgen)                                     | パンティ＆ストッキングwithガーターベルト | 2010 als Fernsehserie | Gainax                                                       |
| Pretty Cure All Stars DX2: Kibō no Hikari Rainbow Jewel o Mamore!                | プリキュアオールスターズDX2 希望の光☆レインボージュエルを守れ!, PuriKyua Ōru Sutāzu DX2: Kibō no Hikari Reinbō Jueru o Mamore!                                       | 2010 als Film         | Tōei Animation                                               |
| Pretty Cure All Stars DX3: Mirai ni Todoke! Sekai o Tsunagu Niji-iro no Hana!    | プリキュアオールスターズDX3 未来に届け!世界をつなぐ☆虹色の花, PuriKyua Ōru Sutāzu DX3: Mirai ni Todoke! Sekai o Tsunagu Niji-iro no Hana!                            | 2010 als Film         | Tōei Animation                                               |
| Princess Lover! (2 Folgen)                                                       | プリンセスラバー! | 2010 als OVA          | Public Enemies                                               |
| Queen’s Blade: Utsukushiki Tōshi-tachi (6 Folgen)                                | クイーンズブレイド 美しき闘士たち, Kuīnzu Bureido: Utsukushiki Tōshi-tachi                                                                                           | 2010 als OVA          | Arms                                                         |
| Rainbow: Nisha Rokubō no Shichinin (26 Folgen)                                   | RAINBOW 二舎六房の七人 | 2010 als Fernsehserie | Madhouse                                                     |
| Redline                                                                          | REDLINE | 2010 als Film         | Madhouse                                                     |
| Saraiya Goyō (12 Folgen)                                                         | さらい屋 五葉 | 2010 als Fernsehserie | Manglobe                                                     |
| Seikimatsu Occult Gakuin (13 Folgen)                                             | 世紀末オカルト学院, Occult Academy | 2010 als Fernsehserie | A-1 Pictures                                                 |
| Seikon no Qwaser (24 Folgen)                                                     | 聖痕のクェイサー, Seikon no Kweisā, The Qwaser of Stigmata | 2010 als Fernsehserie | Hoods Entertainment                                          |
| Seikon no Qwaser: Jotei no Shōzō (eine Folge)                                    | 聖痕のクェイサー 女帝の肖像 | 2010 als OVA          | Hoods Entertainment                                          |
| Seitokai Yakuindomo (13 Folgen)                                                  | 生徒会役員共 | 2010 als Fernsehserie | GoHands                                                      |
| Sekirei – Pure Engagement (13 Folgen)                                            | セキレイ〜Pure Engagement〜 | 2010 als Fernsehserie | Seven Arcs                                                   |
| Sengoku Basara 2 (12 Folgen)                                                     | 戦国BASARA弐 | 2010 als Fernsehserie | Production I.G                                               |
| Senkō no Night Raid (13 Folgen)                                                  | 閃光のナイトレイド, Senkō no naito reido | 2010 als Fernsehserie | A-1 Pictures                                                 |
| Shiki (24 Folgen)                                                                | 屍鬼 | 2010 als Fernsehserie | Daume                                                        |
| Shin Koihime Musō – Otome Tairan (12 Folgen)                                     | 真・恋姫†無双 ～乙女大乱～ | 2010 als Fernsehserie | Dōga Kōbō                                                    |
| Shinrei Tantei Yakumo (13 Folgen)                                                | 心霊探偵 八雲, Psychic Detective Yakumo | 2010 als Fernsehserie | Bee Train                                                    |
| Shinryaku! Ika Musume (12 Folgen)                                                | 侵略!イカ娘 | 2010 als Fernsehserie | Diomedéa                                                     |
| Shinshō Genmukan Epilogue (4 Folgen)                                             | 真章 幻夢館 Epilogue | 2010 als OVA          |                                                              |
| Shukufuku no Campanella (12 Folgen)                                              | 祝福のカンパネラ | 2010 als Fernsehserie | AIC                                                          |
| Sōkyū no Fafner: Heaven and Earth                                                | 蒼穹のファフナー HEAVEN AND EARTH, Sōkyū no Fafunā: Heaven and Earth                                                                                                 | 2010 als Film         | Xebec                                                        |
| Sora no Otoshimono: Forte (12 Folgen)                                            | そらのおとしものf, Sora no Otoshimono: Forute | 2010 als Fernsehserie | AIC A.S.T.A.                                                 |
| Soredemo Machi wa Mawatteiru (12 Folgen)                                         | それでも町は廻っている | 2010 als Fernsehserie | Shaft                                                        |
| Sound of the Sky (12 Folgen)                                                     | ソ・ラ・ノ・ヲ・ト, So Ra No Wo To, Sora no Woto, So-Ra-No-Wo-To | 2010 als Fernsehserie | A-1 Pictures                                                 |
| Star Driver: Kagayaki no Takuto (25 Folgen)                                      | STAR DRIVER 輝きのタクト | 2010 als Fernsehserie | Bones                                                        |
| Stitch! – Zutto Saikō no Tomodachi (30 Folgen)                                   | スティッチ! 〜ずっと最高のトモダチ〜, Sutitchi! – Zutto Saikō no Tomodachi                                                                                           | 2010 als Fernsehserie | Shin’ei Dōga                                                 |
| Strike Witches 2 (12 Folgen)                                                     | ストライクウィッチーズ2, Sutoraiku Witchīzu 2 | 2010 als Fernsehserie | AIC Spirits                                                  |
| Suzumiya Haruhi no Shōshitsu                                                     | 涼宮ハルヒの消失, The Disappearance of Haruhi Suzumiya | 2010 als Film         | Kyōto Animation                                              |
| Tamayura (4 Folgen)                                                              | たまゆら | 2010 als OVA          | Hal Film Maker                                               |
| Tantei Opera Milky Holmes (12 Folgen)                                            | 探偵オペラ ミルキィホームズ, Tantei Opera Miruki Hōmuzu | 2010 als Fernsehserie | J.C.Staff                                                    |
| Tegami Bachi Reverse (25 Folgen)                                                 | テガミバチ REVERSE | 2010 als Fernsehserie | Studio Pierrot+                                              |
| To Aru Majutsu no Index II (24 Folgen)                                           | とある魔術の禁書目録II, To Aru Majutsu no Indekkusu II | 2010 als Fernsehserie | J.C.Staff                                                    |
| Togainu no Chi (12 Folgen)                                                       | 咎狗の血 | 2010 als Fernsehserie | A-1 Pictures                                                 |
| Trigun: Badlands Rumble                                                          | | 2010 als Film         | Madhouse                                                     |
| Uchū Show e Yōkoso                                                               | 宇宙ショーへようこそ, Uchū Shō e Yōkoso | 2010 als Film         | A-1 Pictures                                                 |
| Working!! (13 Folgen)                                                            | WORKING!! | 2010 als Fernsehserie | A-1 Pictures                                                 |
| Yojōhan Shinwa Taikei (11 Folgen)                                                | 四畳半神話大系, The Tatami Galaxy | 2010 als Fernsehserie | Madhouse                                                     |
| Yosuga no Sora (12 Folgen)                                                       | ヨスガノソラ | 2010 als Fernsehserie | feel.                                                        |
| Yozakura Quartet – Hoshi no Umi (3 Folgen)                                       | 夜桜四重奏 〜ホシノウミ〜 | 2010 als OVA          | Tatsunoko Production                                         |
| Yumeiro Patissiere SP Professional (13 Folgen)                                   | 夢色パティシエールSPプロフェッショナル, Yumeiro Patishēru Supesharu Purofesshonaru, Yumeiro Patissiere Special Professional                                          | 2010 als Fernsehserie | Studio Hibari                                                |
| Yutori-chan (25 Folgen)                                                          | ゆとりちゃん | 2010 als Web-Anime    | Actas                                                        |
| (Zan) Sayonara Zetsubō Sensei: Bangaichi (2 Folgen)                              | 【懺・】さよなら絶望先生 番外地 | 2010 als OVA          | Shaft                                                        |
| Zettai Karen Children – Aitazōsei! Ubawareta Mirai? (eine Folge)                 | 絶対可憐チルドレン 〜愛多憎生!奪われた未来?〜 | 2010 als OVA          | SynergySP                                                    |

## 2011
| Name                                                                     | Alternative Namen | Veröffentlichungsjahr | Studio(s)                                |
| ------------------------------------------------------------------------ | --- | --------------------- | ---------------------------------------- |
| A Channel (12 Folgen)                                                    | Aチャンネル, A Channeru | 2011 als Fernsehserie | Studio Gokumi                            |
| AnoHana – Die Blume, die wir an jenem Tag sahen (11 Folgen)              | あの日見た花の名前を僕達はまだ知らない., Ano Hi Mita Hana no Namae o Boku-tachi wa Mada Shiranai.                           | 2011 als Fernsehserie | A-1 Pictures                             |
| Ao no Exorcist (26 Folgen)                                               | 青の祓魔師, Blue Exorcist                                                                                                   | 2011 als Fernsehserie | A-1 Pictures                             |
| Appleseed XIII (13 Folgen)                                               | アップルシード XIII, Appurushīdo                                                                                            | 2011 als Fernsehserie | Jinni’s Animation Studio, Production I.G |
| Asobi ni Iku yo! OVA Special: OVA de Asobi ni Kimashita!! (eine Folge)   | あそびにいくヨ!おーぶいえーすぺしゃる おーぶいえーであそびにきました‼                                                       | 2011 als OVA          | AIC Plus+                                |
| Astarotte no Omocha! (12 Folgen)                                         | アスタロッテのおもちゃ!, Astarotte’s Toy!                                                                                   | 2011 als Fernsehserie | Diomedéa                                 |
| Astarotte no Omocha! EX (eine Folge)                                     | アスタロッテのおもちゃ! EX                                                                                                  | 2011 als OVA          | Diomedéa                                 |
| Baby Princess 3D Paradise 0 (eine Folge)                                 | Baby Princess 3Dぱらだいす0, Baby Princess 3D Paradaisu 0, Baby Princess 3D Paradise 0 [Love]                               | 2011 als OVA          | Studio Comet                             |
| Baka to Test to Shōkanjū: Matsuri (2 Folgen)                             | バカとテストと召喚獣 ~祭~                                                                                                   | 2011 als OVA          | Silver Link                              |
| Baka to Test to Shōkanjū Ni! (13 Folgen)                                 | バカとテストと召喚獣にっ!                                                                                                   | 2011 als Fernsehserie | Silver Link                              |
| Bakuman. 2 (25 Folgen)                                                   | バクマン.2 | 2011 als Fernsehserie |                                          |
| B-Chiku Beach – Nangoku Nyūjoku Satsueikai (eine Folge)                  | ビーチクビーチ～南国乳辱撮影会~                                                                                             | 2011 als OVA          | Pink Pineapple                           |
| Beelzebub (60 Folgen)                                                    | べるぜバブ | 2011 als Fernsehserie | Studio Pierrot+                          |
| Betsu ni Anta no Tame ni Ōkiku nattan Janain Dakara ne!! (eine Folge)    | 別にアンタの為に大きくなったんじゃないんだからねっ!!, I Totally Don't Even Care About Your Erection!                        | 2011 als OVA          | ChiChi No Ya                             |
| Beyblade: Metal Fusion (52 Folgen)                                       | メタルファイト ベイブレード 4D, Metaru Faito Beiburēdo 4D, Metal Fight Beyblade 3D                                          | 2011 als Fernsehserie | SynergySP                                |
| Birei Okami Mie (eine Folge)                                             | 美麗女将・美恵 | 2011 als OVA          | schoolzone                               |
| Blade (12 Folgen)                                                        | ブレイド | 2011 als Fernsehserie | Madhouse                                 |
| Blood-C (12 Folgen)                                                      | BLOOD-C | 2011 als Fernsehserie | Production I.G                           |
| Bloods: Inraku no Ketsuzoku 2 (eine Folge)                               | Bloods~淫落の血族2~ | 2011 als OVA          | PoRO                                     |
| Boku wa Tomodachi ga Sukunai (eine Folge)                                | 僕は友達が少ない | 2011 als OVA          | AIC Build                                |
| Boku wa Tomodachi ga Sukunai (12 Folgen)                                 | 僕は友達が少ない | 2011 als Fernsehserie | AIC Build                                |
| Busō Chūgakusei (5 Folgen)                                               | 武装中学生, Basket Army | 2011 als Web-Anime    | Enterbrain                               |
| Busō Shinki: Moon Angel (10 Folgen)                                      | 武装神姫 Moon Angel | 2011 als Web-Anime    | Kinema Citrus, TNK                       |
| Buta Hime-sama (eine Folge)                                              | 豚姫様 | 2011 als OVA          | Pink Pineapple                           |
| [C] (11 Folgen)                                                          | C – Control – The Money and Soul of Possibility                                                                             | 2011 als Fernsehserie | Tatsunoko Production                     |
| C³ (12 Folgen)                                                           | C³ -シーキューブ-, C³ – Shī Kyūbu                                                                                           | 2011 als Fernsehserie | Silver Link                              |
| Cardfight!! Vanguard (65 Folgen)                                         | カードファイト!! ヴァンガード, Kādofaito!! Vangādo                                                                          | 2011 als Fernsehserie | TMS Entertainment                        |
| Carnival Phantasm (10 Folgen)                                            | カーニバル・ファンタズム | 2011 als OVA          | Lerche                                   |
| Chibi Devi! (75 Folgen)                                                  | ちび☆デビ！ | 2011 als Fernsehserie | SynergySP                                |
| Chihayafuru (25 Folgen)                                                  | ちはやふる | 2011 als Fernsehserie | Madhouse                                 |
| Children Who Chase Lost Voices                                           | 星を追う子ども, Hoshi o Ou Kodomo                                                                                           | 2011 als Film         | CoMix Wave                               |
| Chōbatsu Shidō – Gakuen Reijō Kōsei Keikaku (eine Folge)                 | 懲罰指導 ～学園令嬢更性計画～, Oshioki: Gakuen Reijō Kōsei Keikaku                                                          | 2011 als OVA          | Celeb                                    |
| Chocolat no Mahō (13 Folgen)                                             | ショコラの魔法, The Magic of Chocolate                                                                                      | 2011 als OVA          | SynergySP                                |
| Copihan (7 Folgen)                                                       | こぴはん | 2011 als Web-Anime    | Gonzo                                    |
| Cosplay Roshutsu Kenkyūkai (eine Folge)                                  | コスプレ露出研究会 | 2011 als OVA          | MediaBank                                |
| Cross Fight B-Daman (52 Folgen)                                          | クロスファイト ビーダマン, Kurosu Faito Bīdaman                                                                             | 2011 als Fernsehserie | SynergySP                                |
| Dambōru Senki (44 Folgen)                                                | ダンボール戦機 | 2011 als Fernsehserie | OLM                                      |
| Dantalian no Shoka (12 Folgen)                                           | ダンタリアンの書架, Bibliotheca Mystica de Dantalian                                                                        | 2011 als Fernsehserie | Gainax                                   |
| DD Hokuto no Ken (12 Folgen)                                             | DD北斗の拳 | 2011 als Fernsehserie | North Stars Pictures                     |
| Deadman Wonderland (12 Folgen)                                           | デッドマン・ワンダーランド, Deddoman Wandārando                                                                             | 2011 als Fernsehserie | Manglobe                                 |
| Deadman Wonderland (eine Folge)                                          | デッドマン・ワンダーランド, Deddoman Wandārando                                                                             | 2011 als OVA          | Manglobe                                 |
| Denpa Onna to Seishun Otoko (13 Folgen)                                  | 電波女と青春男 | 2011 als Fernsehserie | Shaft                                    |
| Digimon Xros Wars – Aku no Death General to Nanatsu no Ōkoku (24 Folgen) | デジモンクロスウォーズ 〜悪のデスジェネラルと七つの王国〜, Dejimon Kurosu Wōzu – Aku no Desu Jeneraru to Nanatsu no Ōkoku   | 2011 als Fernsehserie | Tōei Animation                           |
| Digimon Xros Wars – Toki o Kakeru Shōnen Hunter-tachi (79 Folgen)        | デジモンクロスウォーズ 〜時を駆ける少年ハンターたち〜, Dejimon Kurosu Wōzu – Toki o Kakeru Shōnen Hantā-tachi               | 2011 als Fernsehserie | Tōei Animation                           |
| Dog Days (13 Folgen)                                                     | DOG DAYS | 2011 als Fernsehserie | Seven Arcs                               |
| Doraemon: Shin Nobita to Tetsujin Heidan - Habatake Tenshi-tachi         | ドラえもん 新・のび太と鉄人兵団 ~はばたけ 天使たち~, Doraemon: Nobita and the New Steel Troops - Angel Wings                | 2011 als Film         | Shin’ei Dōga                             |
| Dororon Enma-kun Meeramera (12 Folgen)                                   | ドロロンえん魔くん メ～ラめら, Ghastly Prince Enma Burning Up                                                               | 2011 als Fernsehserie | Brain’s Base                             |
| Double-J (11 Folgen)                                                     | | 2011 als Fernsehserie | Mook Animation                           |
| Dragon Crisis! (12 Folgen)                                               | ドラゴンクライシス! | 2011 als Fernsehserie | Studio Deen                              |
| Duel Masters Victory (52 Folgen)                                         | デュエル・マスターズ ビクトリー, Dyueru Masutāzu Bikutorī                                                                   | 2011 als Fernsehserie | Shōgakukan Music & Digital Entertainment |
| Eiga K-On!                                                               | 映画けいおん!, Eiga Keion!                                                                                                  | 2011 als Film         | Kyōto Animation                          |
| Ein Brief an Momo                                                        | ももへの手紙, Momo e no Tegami                                                                                              | 2011 als Film         | Production I.G                           |
| Eiyū Densetsu: Sora no Kiseki (2 Folgen)                                 | 英雄伝説 空の軌跡 THE ANIMATION                                                                                             | 2011 als OVA          | Kinema Citrus                            |
| Eroge! H mo Game mo Kaihatsu Zanmai (4 Folgen)                           | えろげー！ ～Hもゲームも開発三昧～                                                                                          | 2011 als OVA          | Collaboration Works                      |
| Euphoria (2 Folgen)                                                      | ユーフォリア | 2011 als OVA          | Magin                                    |
| Fairy Tail – Yōkoso Fairy Hills!! (eine Folge)                           | FAIRY TAIL 〜ようこそ フェアリーヒルズ!!〜, Fairy Tail – Yōkoso Fearī Hiruzu!!                                              | 2011 als OVA          |                                          |
| Fate/Zero (13 Folgen)                                                    | Fate/Zero | 2011 als Fernsehserie | Ufotable                                 |
| Fighting of Ecstasy (2 Folgen)                                           | ファイティング オブ エクスタシー                                                                                            | 2011 als OVA          | PinkPineapple                            |
| Fireball Charming (13 Folgen)                                            | ファイアボール チャーミング, Faiabōru Chāmingu                                                                              | 2011 als Fernsehserie | Jinni's                                  |
| Floating Material (2 Folgen)                                             | フローティングマテリアル | 2011 als OVA          | PoRO                                     |
| Fortune Arterial (eine Folge)                                            | FORTUNE ARTERIAL | 2011 als OVA          |                                          |
| Fractale (11 Folgen)                                                     | フラクタル, Furakutaru | 2011 als Fernsehserie | A-1 Pictures                             |
| Freezing (12 Folgen)                                                     | フリージング, Furījingu | 2011 als Fernsehserie | A.C.G.T                                  |
| Friends: Mononoke Shima no Naki                                          | friends -フレンズ- もののけ島のナキ                                                                                         | 2011 als Film         | Robot, Shirogumi Inc.                    |
| Fujilog (26 Folgen)                                                      | フジログ | 2011 als Fernsehserie | uzupiyo guraphics                        |
| Fullmetal Alchemist: The Sacred Star of Milos                            | 鋼の錬金術師 嘆きの丘の聖なる星, Hagane no Renkinjutsushi: Mirosu no Seinaru Hoshi                                          | 2011 als Film         | Bones                                    |
| Gakuen 3: Karei Naru Etsujoku the Animation (eine Folge)                 | 学園3〜華麗なる悦辱〜 THE ANIMATION                                                                                         | 2011 als OVA          |                                          |
| Ganbare!! Nattō-san (Folgen)                                             | 頑張れ!!納父さん | 2011 als Fernsehserie | Kachidoki Studio                         |
| gdgd Fairies (12 Folgen)                                                 | gdgd妖精s, Gudaguda Fearīzu                                                                                                 | 2011 als Fernsehserie | Sōta Sugahara                            |
| Gekijōban Break Blade Daigoshō: Shisen no Hate                           | 劇場版 ブレイク ブレイド 第五章「死線ノ涯」                                                                                 | 2011 als Film         | Production I.G, Xebec                    |
| Gekijōban Break Blade Dairokushō: Dōkoku no Toride                       | 劇場版 ブレイク ブレイド 第六章「慟哭ノ砦」                                                                                 | 2011 als Film         | Production I.G, Xebec                    |
| Gekijōban Hayate no Gotoku! Heaven is a Place on Earth                   | 劇場版 ハヤテのごとく! HEAVEN IS A PLACE ON EARTH                                                                           | 2011 als Film         | Manglobe                                 |
| Gekijōban Macross Frontier – Sayonara no Tsubasa                         | 劇場版 マクロスF 恋離飛翼〜サヨナラノツバサ〜                                                                               | 2011 als Film         | Satelight                                |
| Gekijōban Mahō Sensei Negima! Anime Final                                | 劇場版 魔法先生ネギま! ANIME FINAL                                                                                          | 2011 als Film         | Studio Pastoral, Shaft                   |
| Gekijōban Naruto: Blood Prison                                           | 劇場版 NARUTO -ナルト- ブラッド・プリズン, Gekijōban Naruto: Buraddo Purizun                                                | 2011 als Film         | Studio Pierrot                           |
| Gekijōban Sengoku Basara – The Last Party                                | 劇場版 戦国BASARA -The Last Party-                                                                                          | 2011 als Film         | Production I.G                           |
| Gekijōban Sora no Otoshimono: Tokei Jikake no Angeloid                   | 劇場版 そらのおとしもの 時計じかけの哀女神, Gekijōban Sora no Otoshimono: Tokei Jikake no Enjeroido                         | 2011 als Film         | AIC A.S.T.A.                             |
| Gintama’ (51 Folgen)                                                     | 銀魂' | 2011 als Fernsehserie | Sunrise                                  |
| Gitai Saimin (2 Folgen)                                                  | 擬態催眠 | 2011 als OVA          | Y.O.U.C.                                 |
| Gosick (24 Folgen)                                                       | GOSICK -ゴシック- | 2011 als Fernsehserie | Bones                                    |
| Guilty Crown (22 Folgen)                                                 | ギルティクラウン | 2011 als Fernsehserie | Production I.G                           |
| Gyakkyō Burai Kaiji: Hakairoku-hen (26 Folgen)                           | 逆境無頼カイジ 破戒録篇 | 2011 als Fernsehserie | Madhouse                                 |
| .hack//Quantum (3 Folgen)                                                | | 2011 als OVA          | Kinema Citrus                            |
| Hakoiri Shōjo: Virgin Territory (2 Folgen)                               | 箱入少女-Virgin Territory-                                                                                                  | 2011 als OVA          |                                          |
| Hakuōki Sekkaroku (6 Folgen)                                             | 薄桜鬼 雪華録, Hakuōki: A Memory of Snow Flowers                                                                            | 2011 als OVA          | Studio Deen                              |
| Hal no Fue                                                               | ハルのふえ, Hal's Flute | 2011 als Film         | TMS Entertainment                        |
| Hanasaku Iroha (26 Folgen)                                               | 花咲くいろは | 2011 als Fernsehserie | P.A. Works                               |
| Happy Kappy (26 Folgen)                                                  | はっぴ～カッピ | 2011 als Fernsehserie |                                          |
| Haramasete Seiryū-kun! (2 Folgen)                                        | 孕ませて青龍君！ | 2011 als OVA          | Horannabi, Pixy                          |
| Hellsing: The Dawn (3 Folgen)                                            | ヘルシング外伝 | 2011 als OVA          | Graphinica                               |
| Hen Semi (13 Folgen)                                                     | 変ゼミ, Han Zemi | 2011 als Fernsehserie | Xebec                                    |
| Hidan no Aria (12 Folgen)                                                | 緋弾のアリア, Aria the Scarlet Ammo                                                                                         | 2011 als Fernsehserie | J.C.Staff                                |
| High Score (8 Folgen)                                                    | | 2011 als Fernsehserie | DLE                                      |
| Highschool of the Dead: Drifters of the Dead (eine Folge)                | | 2011 als OVA          | Madhouse                                 |
| Higurashi no Naku Koro ni Kira (4 Folgen)                                | ひぐらしのなく頃に煌 | 2011 als OVA          | Studio Deen                              |
| Hime Gal Paradise: Love & Beauty (9 Folgen)                              | 姫ギャル♥パラダイス ラブ&ビューティー★, Hime Gyaru Paradaisu: Rabu & Byūtī                                                  | 2011 als OVA          | SynergySP                                |
| Hōkago no Pleiades (4 Folgen)                                            | 放課後のプレアデス, Hōkago no Pureiadesu                                                                                    | 2011 als Web-Anime    | Gainax                                   |
| Hōkago NyanNyan (eine Folge)                                             | 放課後にゃんにゃん, After School NyanNyan                                                                                   | 2011 als OVA          | Studio9Maiami                            |
| Honto ni Atta! Reibai-Sensei (22 Folgen)                                 | ほんとにあった！霊媒先生, Really Existed! Spirit Medium Teacher                                                             | 2011 als Fernsehserie | DLE                                      |
| Hōrō Musuko (11 Folgen)                                                  | 放浪息子 | 2011 als Fernsehserie | AIC Classic                              |
| Hoshizora e Kakaru Hashi (12 Folgen)                                     | 星空へ架かる橋 | 2011 als Fernsehserie | Dōga Kōbō                                |
| Hoshizora e Kakaru Hashi (eine Folge)                                    | 星空へ架かる橋 | 2011 als OVA          | feng                                     |
| Hotarubi no Mori e                                                       | 蛍火の杜へ | 2011 als Film         | Brain’s Base                             |
| Hunter × Hunter (148 Folgen)                                             | HUNTER×HUNTER | 2011 als Fernsehserie | Madhouse                                 |
| Hyōge Mono (39 Folgen)                                                   | へうげもの | 2011 als Fernsehserie | Bee Train                                |
| Ikoku Meiro no Croisée: The Animation (13 Folgen)                        | 異国迷路のクロワーゼ The Animation, La Croisée dans un Labyrinth Étranger                                                   | 2011 als Fernsehserie | Satelight                                |
| Inazuma Eleven Go (47 Folgen)                                            | イナズマイレブンGO, Inazuma Irebun Go                                                                                       | 2011 als Fernsehserie | OLM                                      |
| Inazuma Eleven Go: Kyūkyoku no Kizuna Griffon                            | イナズマイレブンGO 究極の絆 グリフォン, Inazuma Irebun Go: Kyūkyoku no Kizuna Gurifon                                       | 2011 als Film         | OLM                                      |
| IS (Infinite Stratos) (12 Folgen)                                        | IS‹インフィニット・ストラトス›, IS (Infinitto Sutoratosu)                                                                   | 2011 als Fernsehserie | Eight Bit                                |
| IS (Infinite Stratos) Encore: Koi ni Kogareru Rokujūsō (eine Folge)      | IS‹インフィニット・ストラトス〉アンコール 恋に焦がれる六重奏, IS (Infinitto Sutoratosu) Ankōru: Koi ni Kogareru Rokujūsō    | 2011 als OVA          | Eight Bit                                |
| Jewelpet Sunshine (52 Folgen)                                            | ジュエルペット サンシャイン, Juerupetto Sanshain                                                                            | 2011 als Fernsehserie | Studio Comet                             |
| Kaitō Tenshi Twin Angel – Kyun Kyun Tokimeki Paradise!! (12 Folgen)      | 快盗天使ツインエンジェル 〜キュンキュン☆ときめきパラダイス！！〜, Twin Angel: Twinkle Paradise                              | 2011 als Fernsehserie | J.C.Staff                                |
| Kami nomi zo Shiru Sekai: 4-nin to Idol (eine Folge)                     | 神のみぞ知るセカイ ４人とアイドル                                                                                           | 2011 als OVA          | Manglobe                                 |
| Kami nomi zo Shiru Sekai II (12 Folgen)                                  | 神のみぞ知るセカイII | 2011 als Fernsehserie | Manglobe                                 |
| Kamisama Dolls (13 Folgen)                                               | 神様ドォルズ | 2011 als Fernsehserie | Brain’s Base                             |
| Kamisama no Memo-chō (12 Folgen)                                         | 神様のメモ帳 | 2011 als Fernsehserie | J.C.Staff                                |
| Kämpfer für die Liebe (2 Folgen)                                         | けんぷファー für die Liebe                                                                                                  | 2011 als Special      | Nomad                                    |
| Kidō Senshi Gundam AGE (49 Folgen)                                       | 機動戦士ガンダムAGE <エイジ>, Mobile Suit Gundam AGE                                                                        | 2011 als Fernsehserie | Sunrise                                  |
| Kimi to Boku. (13 Folgen)                                                | 君と僕。 | 2011 als Fernsehserie | J.C.Staff                                |
| Kodomo no Jikan – Kodomo no Natsu Jikan (eine Folge)                     | こどものじかん 〜こどものなつじかん〜                                                                                       | 2011 als OVA          | Diomedéa                                 |
| Kore wa Zombie Desu ka? (12 Folgen)                                      | これはゾンビですか?, Koreha Zombie Desuka?, Korezom                                                                         | 2011 als Fernsehserie | Studio Deen                              |
| Kyōkai Senjō no Horizon (13 Folgen)                                      | 境界線上のホライゾン, Kyōkai Senjō no Horaizon                                                                              | 2011 als Fernsehserie | Sunrise                                  |
| Kyōsōgiga (eine Folge)                                                   | 京騒戯画 | 2011 als Web-Anime    | Tōei Animation                           |
| Kyōsōgiga (5 Folgen)                                                     | 京騒戯画 | 2011 als Web-Anime    | Tōei Animation                           |
| Last Exile – Gin’yoku no Fam (24 Folgen)                                 | ラストエグザイル-銀翼のファム-, Rasuto Eguzairu – Gin’yoku no Famu                                                          | 2011 als Fernsehserie | Gonzo                                    |
| Level E (13 Folgen)                                                      | レベルE | 2011 als Fernsehserie | Studio Pierrot, David Production         |
| Mahō Shōjo Madoka Magika (12 Folgen)                                     | 魔法少女まどか☆マギカ, Puella Magi Madoka Magica                                                                            | 2011 als Fernsehserie | Shaft                                    |
| Major World Series Hen: Yume no Shunkan e (2 Folgen)                     | メジャーワールドシリーズ編 夢の瞬間へ, Mejā Wārudo Shirīzu Hen: Yume no Shunkan e                                           | 2011 als OVA          | SynergySP                                |
| Maken-ki! (12 Folgen)                                                    | マケン姫っ! | 2011 als Fernsehserie | AIC                                      |
| Manyū Hiken-chō (11 Folgen)                                              | 魔乳秘剣帖 | 2011 als Fernsehserie | Hoods Entertainment                      |
| Mawaru Penguindrum (24 Folgen)                                           | 輪るピングドラム | 2011 als Fernsehserie | Brain’s Base                             |
| Mayo Chiki! (13 Folgen)                                                  | まよチキ! | 2011 als Fernsehserie | feel.                                    |
| Mazinkaizer SKL (3 Folgen)                                               | マジンカイザーSKL, Majinkaizā SKL                                                                                           | 2011 als OVA          | Actas                                    |
| Meitantei Conan: Chinmoku no Quarter                                     | 名探偵コナン 沈黙の15分, Meitantei Konan: Chinmoku no Kwōtā                                                                 | 2011 als Film         | TMS Entertainment                        |
| Mirai Nikki (26 Folgen)                                                  | 未来日記, Mirai Nikki | 2011 als Fernsehserie | Asread                                   |
| Mitsudomoe Zōryōchū! (8 Folgen)                                          | みつどもえ 増量中! | 2011 als Fernsehserie | Bridge                                   |
| Der Mohnblumenberg                                                       | コクリコ坂から, Kokurikozaka kara                                                                                           | 2011 als Film         | Studio Ghibli                            |
| Morita-san wa Mukuchi (eine Folge)                                       | 森田さんは無口 | 2011 als OVA          | Studio Gram                              |
| Morita-san wa Mukuchi. (13 Folgen)                                       | 森田さんは無口. | 2011 als Fernsehserie | Studio Gram                              |
| Morita-san wa Mukuchi.² (13 Folgen)                                      | 森田さんは無口.² | 2011 als Fernsehserie | Studio Gram                              |
| Natsume Yūjinchō San (13 Folgen)                                         | 夏目友人帳 参 | 2011 als Fernsehserie | Brain’s Base                             |
| Nichijou (26 Folgen)                                                     | 日常, Nichijō, My Ordinary Life                                                                                             | 2011 als Fernsehserie | Kyōto Animation                          |
| No. 6 (11 Folgen)                                                        | NO.6 | 2011 als Fernsehserie | Bones                                    |
| Nurarihyon no Mago – Sennen Makyō (26 Folgen)                            | ぬらりひょんの孫 〜千年魔京〜                                                                                               | 2011 als Fernsehserie | Studio Deen                              |
| One Piece 3D: Mugiwara Chase                                             | ONE PIECE 3D 麦わらチェイス, One Piece 3D: Mugiwara Cheisu                                                                  | 2011 als Film         | Tōei Animation                           |
| Onii-chan no Koto Nanka Zenzen Suki Janain Dakara ne!! (13 Folgen)       | お兄ちゃんのことなんかぜんぜん好きじゃないんだからねっ!!                                                                    | 2011 als Fernsehserie | Zexcs                                    |
| Oresama Kingdom: Kings of My Love (14 Folgen)                            | オレ様キングダム Kings of My Love, Oresama Kingudamu: Kings of My Love                                                      | 2011 als OVA          | SynergySP                                |
| Oretachi ni Tsubasa wa Nai (12 Folgen)                                   | 俺たちに翼はない | 2011 als Fernsehserie | Nomad                                    |
| Otona Joshi no Anime Time (eine Folge)                                   | 大人女子のアニメタイム, Otona Joshi no Anime Taimu                                                                          | 2011 als Fernsehserie | Answer Studio                            |
| Persona 4: The Animation (26 Folgen)                                     | Persona4 the ANIMATION | 2011 als Fernsehserie | AIC ASTA                                 |
| Phi Brain: Kami no Puzzle (25 Folgen)                                    | ファイ・ブレイン 神のパズル, Fai Burai: Kami no Pazuru, φ Brain                                                             | 2011 als Fernsehserie | Sunrise                                  |
| Pretty Cure All Stars DX: 3D Theatre                                     | プリキュアオールスターズDX 3Dシアター, PuriKyua Ōru Sutāzu DX: 3D Shiatā                                                    | 2011 als Film         | Tōei Animation                           |
| Pretty Rhythm: Aurora Dream (51 Folgen)                                  | プリティーリズム・オーロラドリーム, Puritī Rizumu: Ōrora Dorīmu                                                             | 2011 als Fernsehserie | Tatsunoko Production                     |
| Queen’s Blade Premium Visual Book (2 Folgen)                             | クイーンズブレイド プレミアムビジュアルブック, Kuīnzu Bureido: Puremiamu Bijuaru Bukku                                      | 2011 als OVA          | Arms                                     |
| Rio – Rainbow Gate! (14 Folgen)                                          | Rio -Rainbow Gate!-, Rio RainbowGate!                                                                                       | 2011 als Fernsehserie | Xebec                                    |
| Rō-Kyū-Bu! (12 Folgen)                                                   | ロウきゅーぶ! | 2011 als Fernsehserie | Project No.9, Studio Blanc               |
| Rurōni Kenshin – Meiji Kenkaku Romantan – Shin Kyōto-hen (2 Folgen)      | るろうに剣心 -明治剣客浪漫譚- 新京都編                                                                                      | 2011 als OVA          | Studio Deen                              |
| Sacred Seven (12 Folgen)                                                 | セイクリッドセブン, Seikuriddo Sebun                                                                                        | 2011 als Fernsehserie | Sunrise                                  |
| Seikon no Qwaser II (12 Folgen)                                          | 聖痕のクェイサーII, Seikon no Kweisā II                                                                                     | 2011 als Fernsehserie | Hoods Entertainment                      |
| Sekaiichi Hatsukoi (12 Folgen)                                           | 世界一初恋 | 2011 als Fernsehserie | Studio Deen                              |
| Sekaiichi Hatsukoi – Hatori Yoshiyuki no Baai (eine Folge)               | 世界一初恋 〜羽鳥芳雪の場合〜                                                                                               | 2011 als OVA          | Studio Deen                              |
| Sekaiichi Hatsukoi – Onodera Ritsu no Baai (eine Folge)                  | 世界一初恋 〜小野寺律の場合〜                                                                                               | 2011 als OVA          | Studio Deen                              |
| Sekaiichi Hatsukoi 2 (12 Folgen)                                         | 世界一初恋2 | 2011 als Fernsehserie | Studio Deen                              |
| Sengoku Otome – Momoiro Paradox (13 Folgen)                              | 戦国乙女～桃色パラドックス~                                                                                                 | 2011 als Fernsehserie | TMS Entertainment                        |
| Shakugan no Shana Final (24 Folgen)                                      | 灼眼のシャナIII, Shakugan no Shana III                                                                                      | 2011 als Fernsehserie | J.C.Staff                                |
| Shinryaku!? Ika Musume (12 Folgen)                                       | 侵略!?イカ娘 | 2011 als Fernsehserie | Diomedéa                                 |
| Sket Dance (77 Folgen)                                                   | SKET DANCE | 2011 als Fernsehserie | Tatsunoko Production                     |
| Steins;Gate (24 Folgen)                                                  | | 2011 als Fernsehserie | White Fox                                |
| Suite PreCure! (48 Folgen)                                               | スイートプリキュア♪, Suīto PuriKyua!                                                                                        | 2011 als Fernsehserie | Tōei Animation                           |
| Suite Precure!: Torimodose! Kokoro ga Tsunagu Kiseki no Melody!          | スイートプリキュア♪ とりもどせ! 心がつなぐ奇跡のメロディ♪, Suīto PuriKyua!: Torimodose! Kokoro ga Tsunagu Kiseki no Merodi! | 2011 als Film         | Tōei Animation                           |
| Supernatural: The Animation (22 Folgen)                                  | | 2011 als OVA          | Madhouse                                 |
| Tantei Opera Milky Holmes: Summer Special (eine Folge)                   | 探偵オペラ ミルキィホームズ サマー・スペシャル, Tantei Opera Miruki Hōmuzu: Samā Supesharu                                  | 2011 als Special      | J.C.Staff, Artland                       |
| Tiger & Bunny (25 Folgen)                                                | TIGER & BUNNY | 2011 als Fernsehserie | Sunrise                                  |
| To Aru Hikūshi e no Tsuioku                                              | とある飛空士への追憶 | 2011 als Film         | Madhouse                                 |
| Towa no Quon                                                             | トワノクオン, Towa no Kuon                                                                                                  | 2011 als Film         | Bones                                    |
| Usagi Drop (11 Folgen)                                                   | うさぎドロップ, Usagi Doroppu                                                                                               | 2011 als Fernsehserie | Production I.G                           |
| Uta no Prince-sama: Maji Love 1000% (13 Folgen)                          | うたの☆プリンスさまっ♪ マジLOVE1000%, Uta no Purinsu-sama: Maji Love 1000%                                                  | 2011 als Fernsehserie | A-1 Pictures                             |
| VitaminX Addiction (3 Folgen)                                            | | 2011 als OVA          | Nomad                                    |
| Wolverine (12 Folgen)                                                    | ウルヴァリン | 2011 als Fernsehserie | Madhouse                                 |
| Working’!! (13 Folgen)                                                   | WORKING'!! | 2011 als Fernsehserie | A-1 Pictures                             |
| X-Men (12 Folgen)                                                        | エックスメン | 2011 als Fernsehserie | Madhouse                                 |
| Yondemasu yo, Azazel-san. (13 Folgen)                                    | よんでますよ、アザゼルさん。, Yondemasu yo, Azazeru-san.                                                                    | 2011 als Fernsehserie | Production I.G                           |
| Yu-Gi-Oh! Zexal (73 Folgen)                                              | 遊☆戯☆王ZEXAL, Yū-Gi-Ō Zearu                                                                                                | 2011 als Fernsehserie | Gallop                                   |
| Yumekui Merry (13 Folgen)                                                | 夢喰いメリー, Yumekui Merī                                                                                                  | 2011 als Fernsehserie | J.C.Staff                                |
| Yuru Yuri (12 Folgen)                                                    | ゆるゆり | 2011 als Fernsehserie | Dōga Kōbō                                |